# Драгомъж
Драгомъж е български болярин от XI век, управител на Струмица. Според разказа на Йоан Скилица в 1018 година, след смъртта на цар Иван Владислав, Драгомъж заедно с Кракра Пернишки се явява в Сяр при император Василий II Българоубиец и му предава ключовете на управляваната от него Струмишка крепост. Заедно със себе си Драгомъж довел Йоан Халд, пленен от цар Самуил в 996 година. Императорът дава на Драгомъж титлата патриций и продължил към Струмица. Пред Струмица го посреща патриарх Давид Български с писмо от царица Мария.